# Unin, tỉnh Zachodniopomorskie
Unin [ˈunin] (tiếng Đức: Tonnin) là một ngôi làng thuộc khu hành chính của Gmina Wolin, thuộc quận Kamień, West Pomeranian Voivodeship, ở phía tây bắc Ba Lan.
Nó nằm khoảng 5 kilômét (3 mi) phía bắc của Wolin, 15 km (9 mi) phía tây nam Kamie Kam Pomorski và 52 km (32 mi) phía bắc thủ đô khu vực Szczecin.
Ngôi làng có dân số 400 người.

## Cư dân đáng chú ý
- Ernst von Hoeppner (1860-1922), tướng Đức